# Vålådalens naturreservat
Vålådalens naturreservat är ett naturreservat i västra delen av Åre kommun. Naturreservatet är 1175 km² stort och bildades 1988. Reservatet består av urskog samt höga fjälltoppar som Bunnerfjällen, Härjångsfjällen och Anarisfjällen.

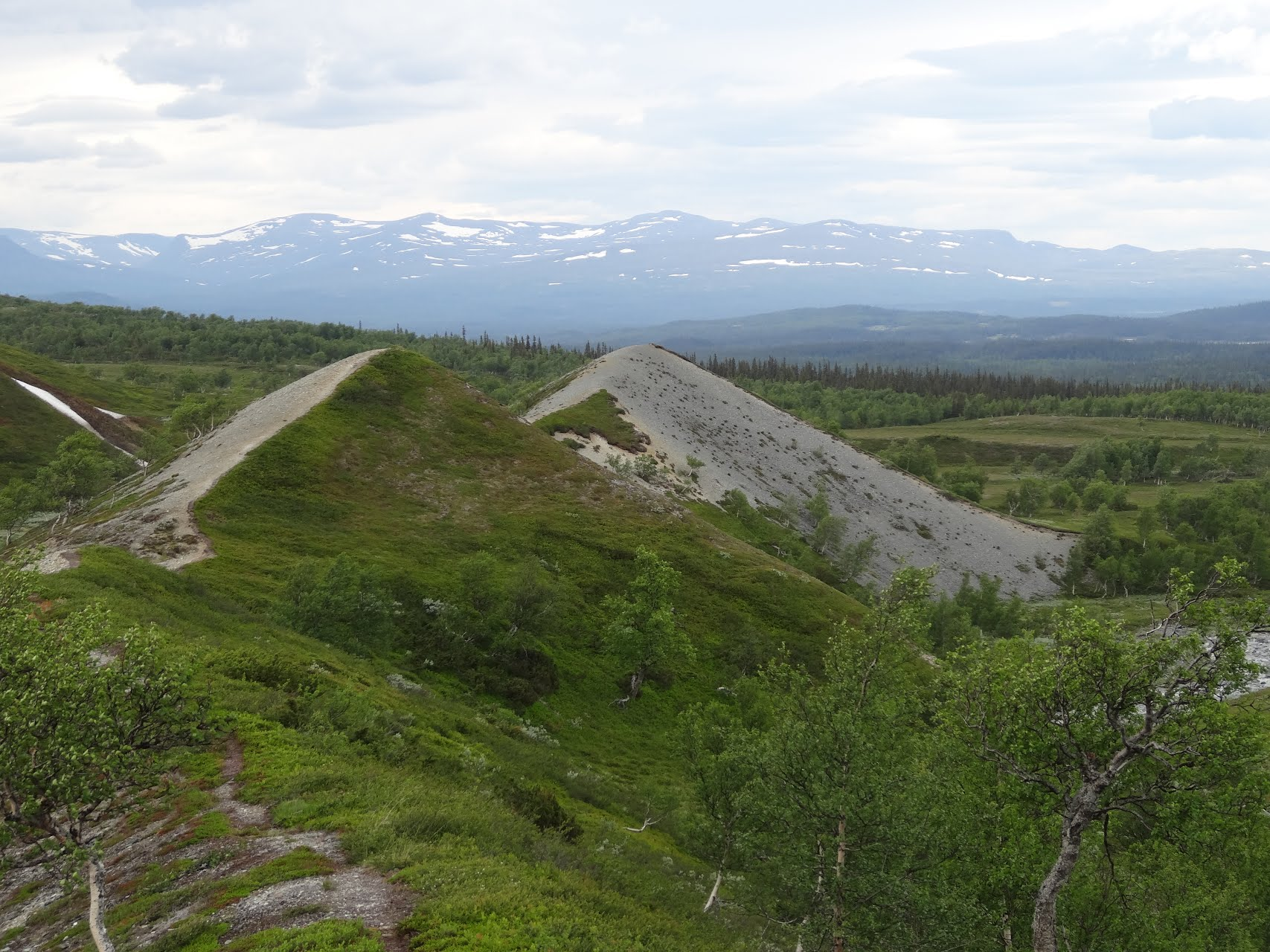
Gröndalens pyramider

I Gröndalen finns tydliga spår från den senaste istiden då avsmältningen skapat två stora pyramider och dödisgropar.

## Friluftsliv

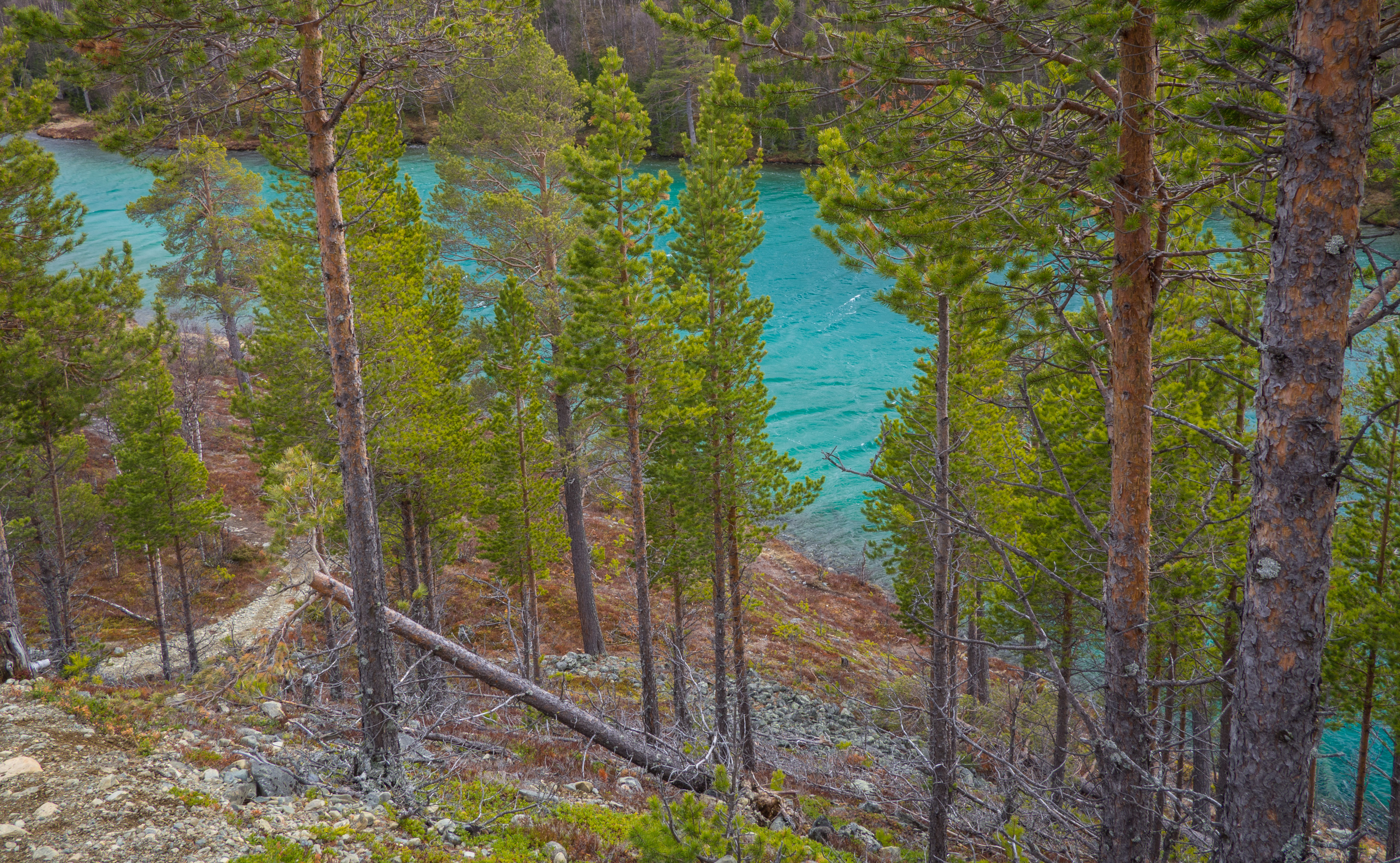
Blanktjärnen i Vålådalens naturreservat har ett väldigt turkost vatten

Naturreservatet har ett flertal sommar- och vinterleder och fem av Svenska turistföreningens fjällstugor finns inom reservatet.

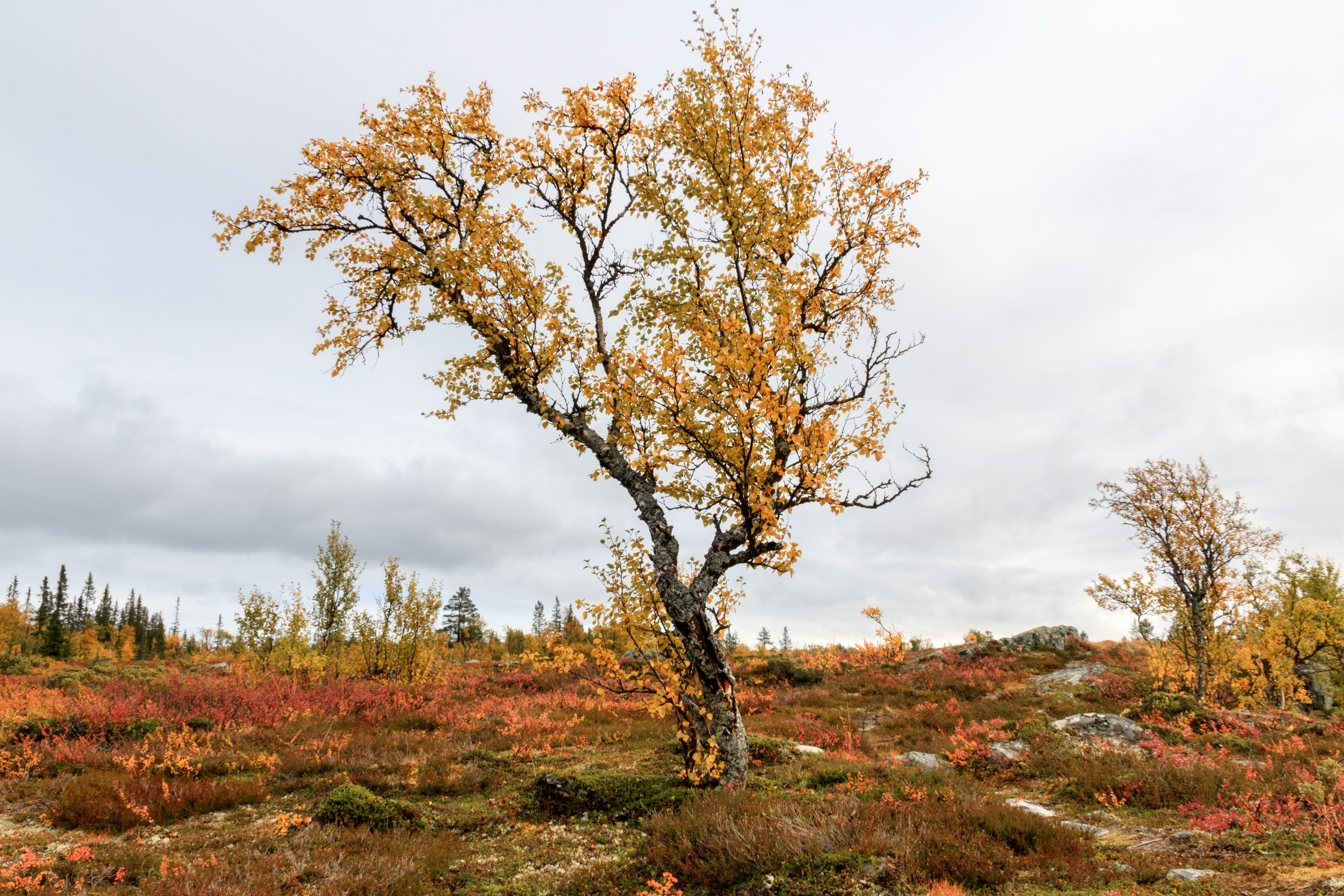
Höst i Vålådalens naturreservat